# Rebecca Cheptegei
Rebecca Cheptegei (født 22. februar 1991, død 5. september 2024) var en ugandisk langdistanceløber, der havde den ugandiske rekord i maratonløb. Hun deltog i flere internationale mesterskaber, blandt andet VM i atletik og OL 2024.
Hun døde af de skader, hun pådrog sig, da hendes kæreste havde overhældt hende med benzin og sat ild til hende. Hun døde nogle dage senere af forbrændingerne.